# 神静王后
神静王后 皇甫氏（しんせいおうこう こうほし、シンジョンワンフ ファンボシ、신정왕후）は、高麗太祖王建の第4后妃。高麗第5代国王景宗と第7代国王成宗の祖母。
本貫は黄州皇甫氏。父の皇甫悌恭は新羅の黄州郡を拠点とする豪族であった。

## 出自
高麗国王に即位する前の王建と婚姻した。王建との間に1男1女を儲けた。王建の崩御後は黄州の明福宮ヘ移住した。976年、孫の景宗から明福宮大夫人の称号が与えられた。
早世した息子の王旭夫妻に代わって、幼い成宗や献哀王后らを養育した。
983年、死去。既に高齢であったとされる。陵墓は寿陵。なお、5代国王 景宗以降の国王は、すべて彼女の子孫になる。

## 家族
- 父：皇甫悌恭（황보제공、生没年不詳）
- 母：不詳
- 夫：太祖（877年　- 943年）

### 子孫
- 長男：王旭（生年不詳　- 969年）
  - 嫁：宣義王后（生没年不詳）
  - 孫：孝徳太子
  - 孫：成宗（961年　- 997年）
  - 孫：敬章太子
  - 孫娘：献哀王太后皇甫氏（964年 - 1029年）
  - 孫娘：献貞王太后皇甫氏（生年不詳　- 992年）
- 長女：大穆王后 皇甫氏（生没年不詳）
  - 婿：光宗（925年　- 975年）
  - 孫：景宗（955年　- 981年）
  - 孫：孝和太子
  - 孫娘：千秋殿夫人
  - 孫娘：寶華宮夫人
  - 孫娘：文徳王后劉氏　成宗の第1王妃。※最初は、弘徳院王圭に嫁いだが、夫の死去後に成宗と再婚した。

## 登場作品
テレビドラマ
- 千秋太后（2009年、KBS、配役：パン・ヒョジョン）
- 麗〜花萌ゆる8人の皇子たち〜（2016年、MBC、配役：チョン・ギョンスン）